# Eudi Silva
Eudi Silva, meglio noto come Eudis (Rio de Janeiro, 5 agosto 1983), è un ex calciatore brasiliano, di ruolo attaccante.

## Carriera
Ha giocato nella massima serie svizzera.

## Palmarès
- Campionato svizzero: 1

Zurigo: 2006-2007